# Сан-Себаштиан (станция метро)
«Сан-Себаштиа́н» (порт. São Sebastião — Святой Себастьян) — станция Лиссабонского метрополитена. Находится в центральной части города. Является пересадочной станциeй между Синей линией (Линией Чайки) и Красной линией (Линией Востока). На Синей линии находится между станциями «Праса-ди-Эшпанья» и «Парке». На Красной линии является конечной, соседняя станция — «Салданья». Вестибюль Синей линии открыт 29 декабря 1959 года, красной линии — 29 августа 2009 года. Название связано с районом Сан-Себаштиан-да-Педрейра (порт. São Sebastião da Pedreira), в котором расположена станция. Выходы со станции расположены к северу от парка Эдуарда VII возле проспекта Антониу Аугусту ди Агияра.

## Синяя линия
Вестибюль Синей линии открыт в составе первых 11 станций Лиссабонского метрополитена. Архитектор — Франсишку Кейл ду Амарал, художник — Мария Кейл. В 1977 году были удлинены платформы и сооружён дополнительный вестибюль. В 2009 году завершился капитальный ремонт северного вестибюля станции на основе проекта архитектора Тьягу Энрикеша. Художником стала Мария Кейл, оформлявшая эту же станцию в 1959 году. На момент завершения реконструкции ей было 95 лет.

## Красная линия
Вестибюль Красной линии открыт в 2009 году. Его появление связало Синюю и Красную линии, ранее не имевшие общих пересадочных узлов. Таким образом в Лиссабонском метрополитене не осталось линий, не связанных между собой.

## Галерея

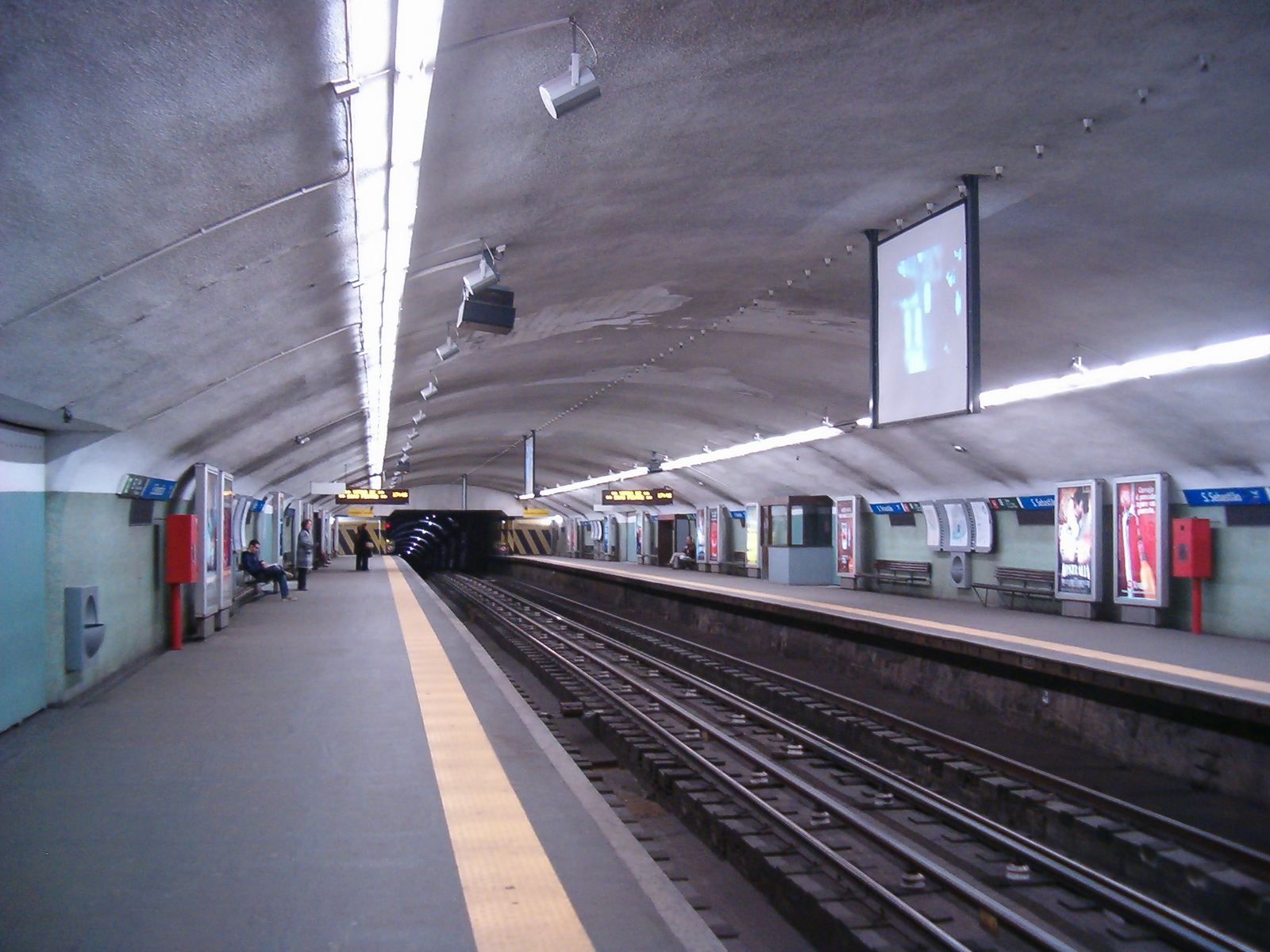
Платформа станция Синей линии (до реконструкции)
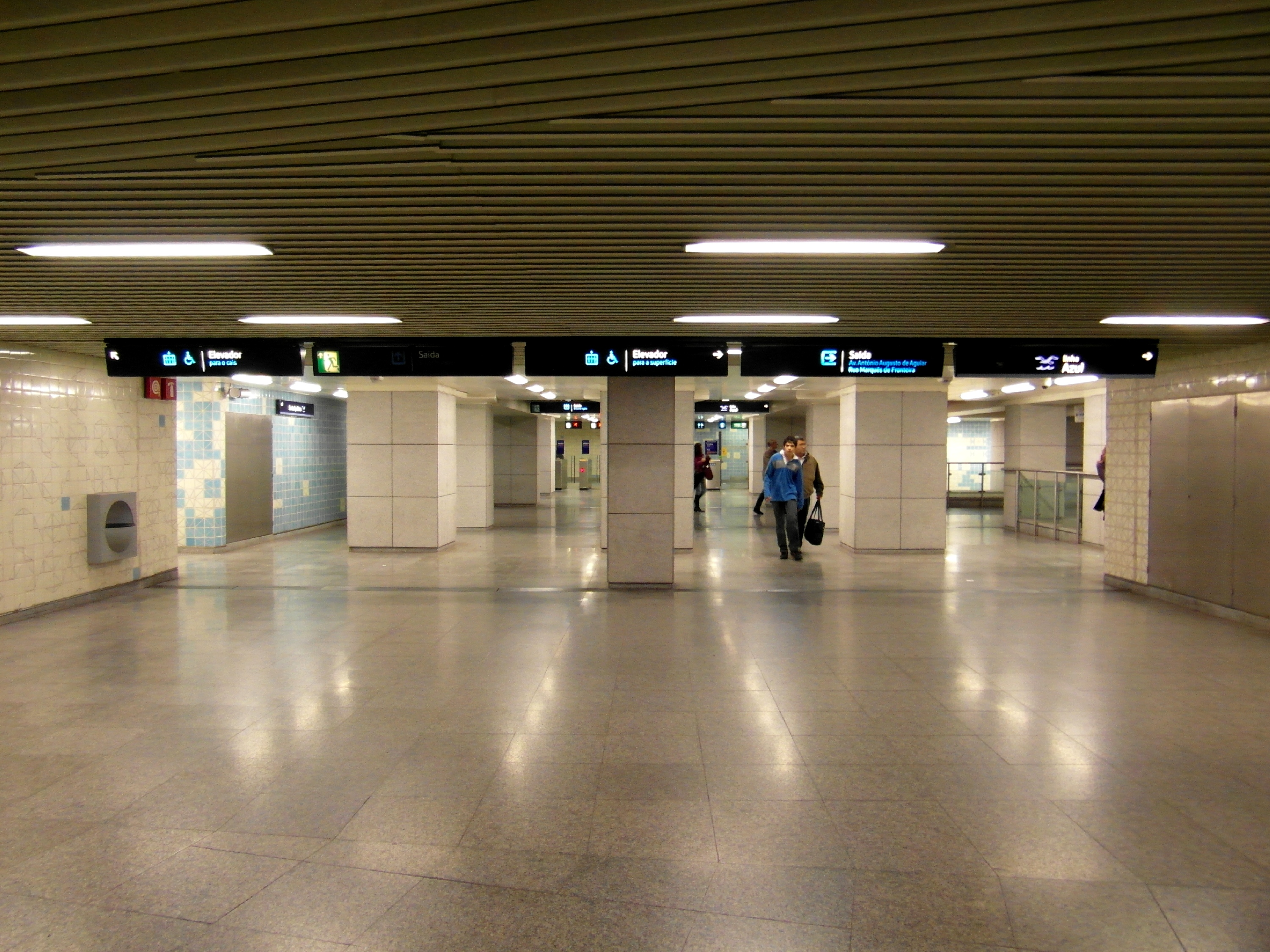
Вестибюль станции Синей линии (после реконструкции)
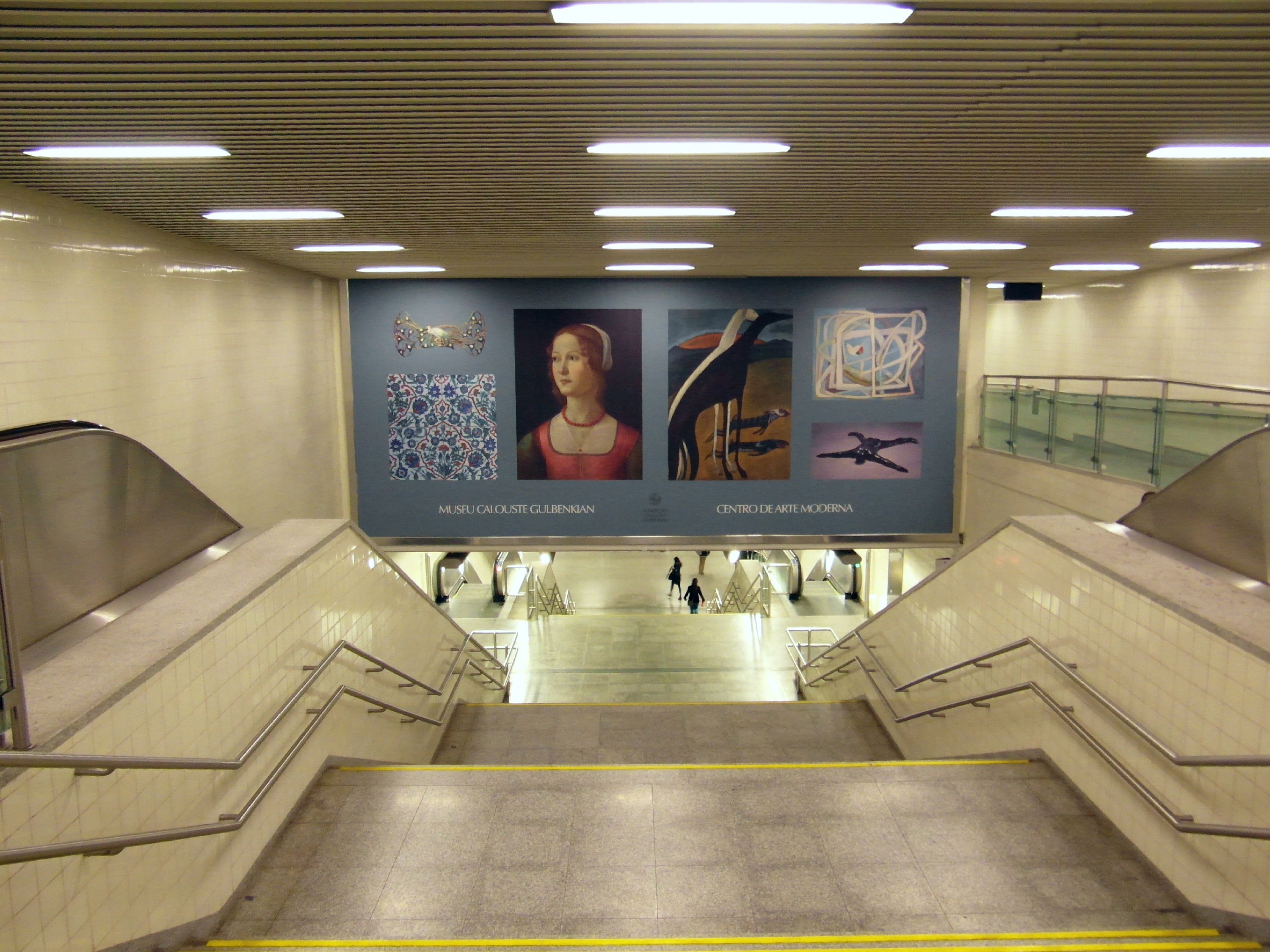
Переход между линиями
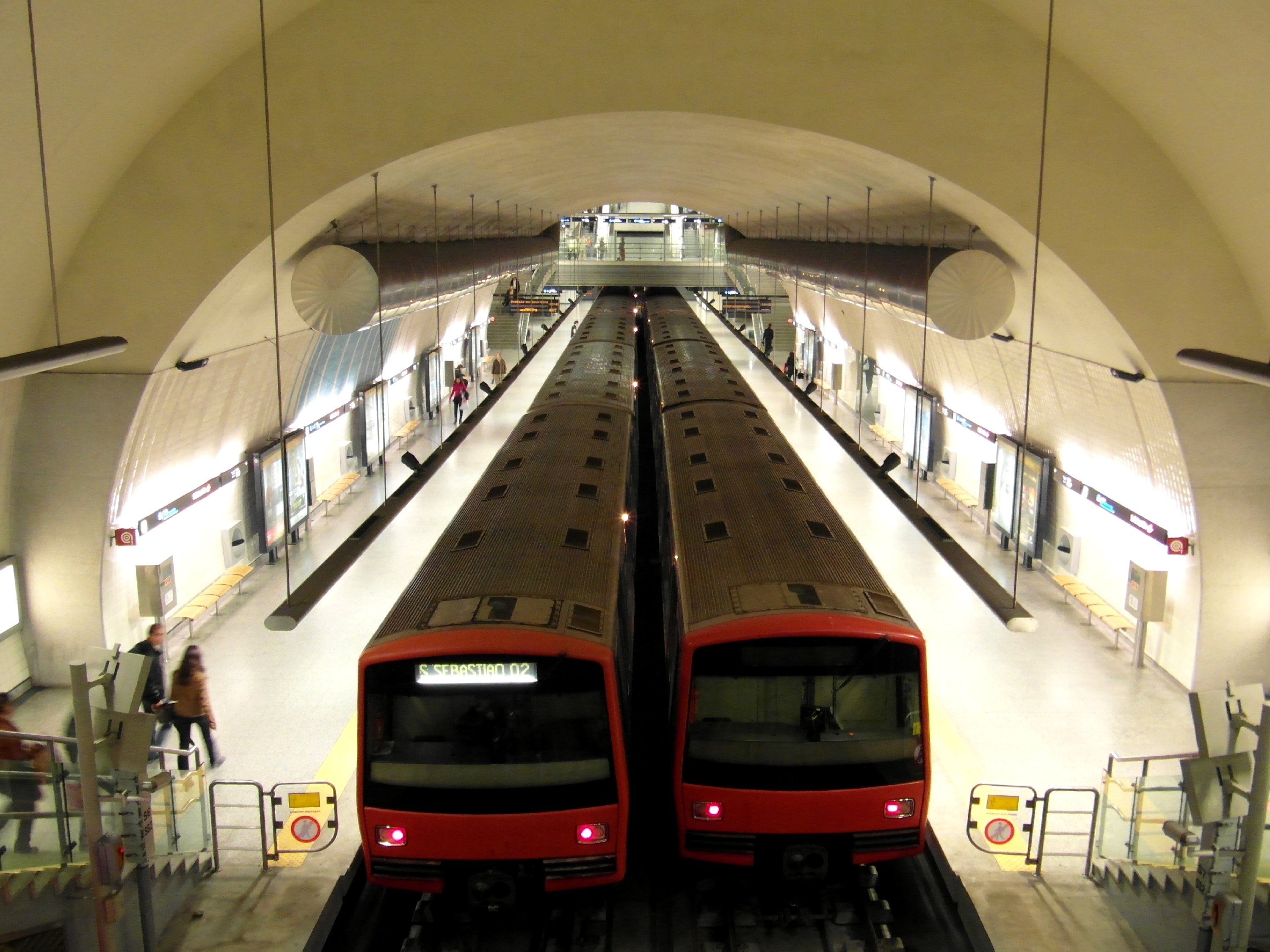
Станция Красной линии
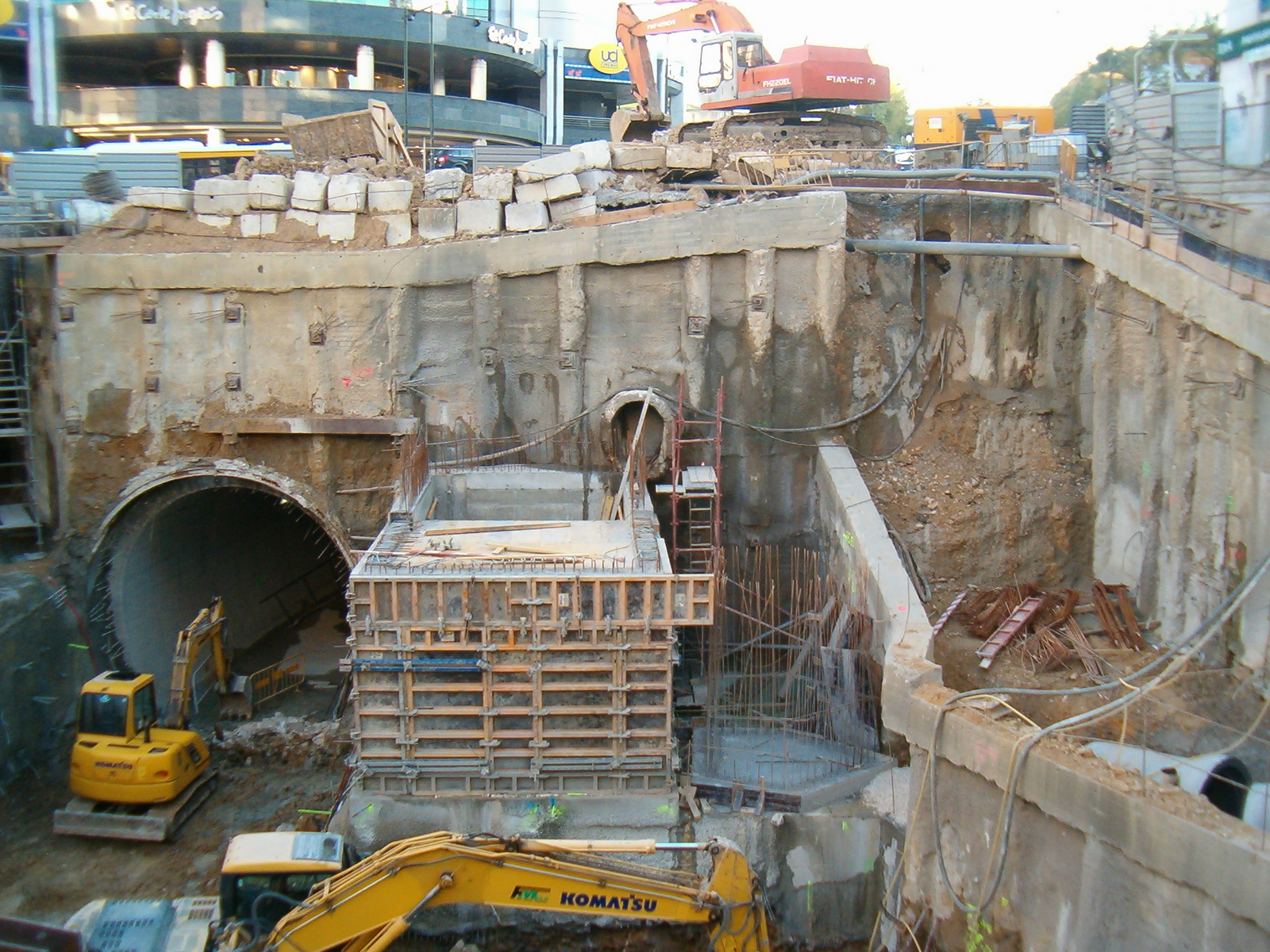
Строительство станции Красной линии, ноябрь 2008 года
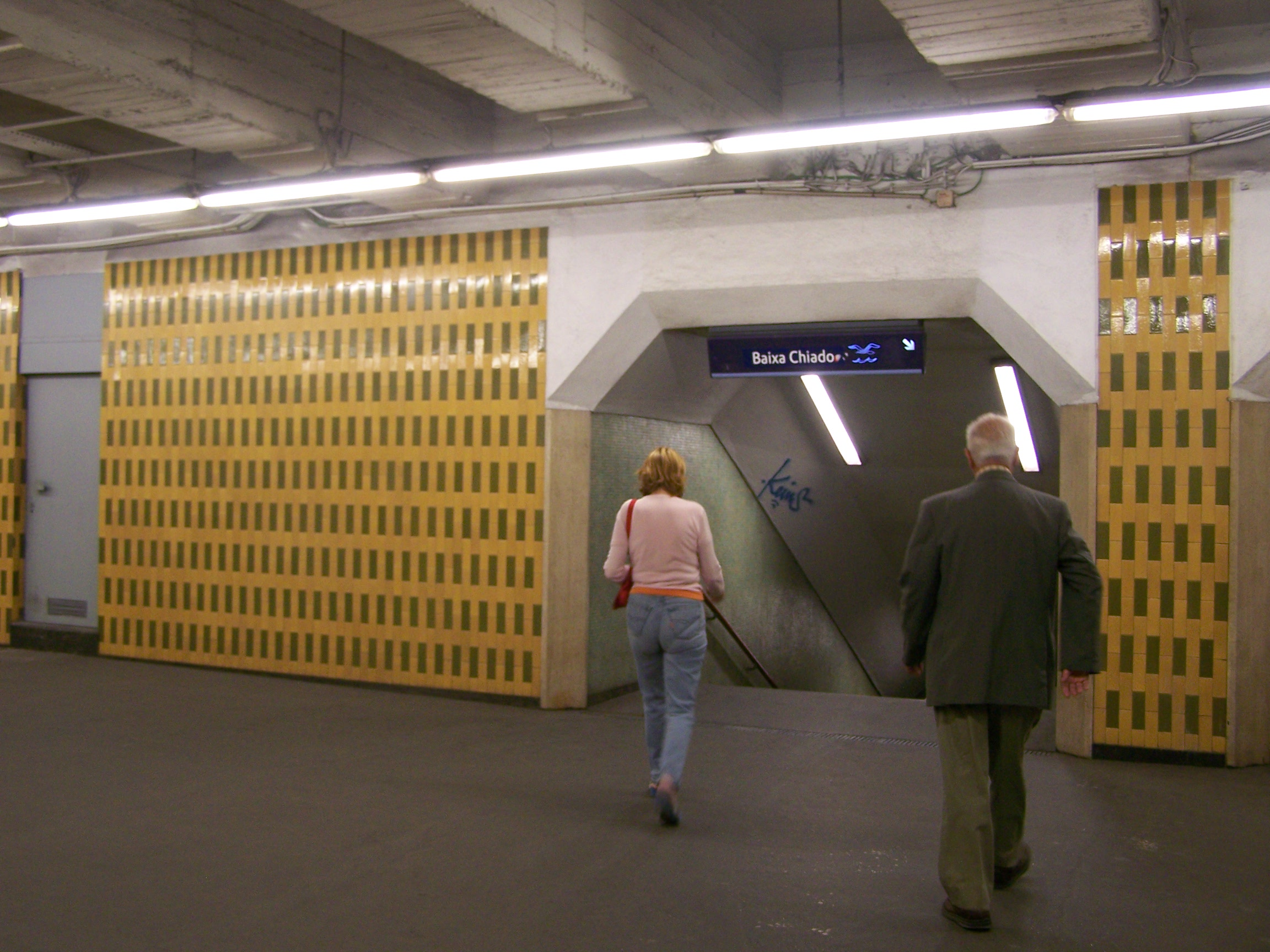
Северный вестибюль станции Синей линии до реконструкции
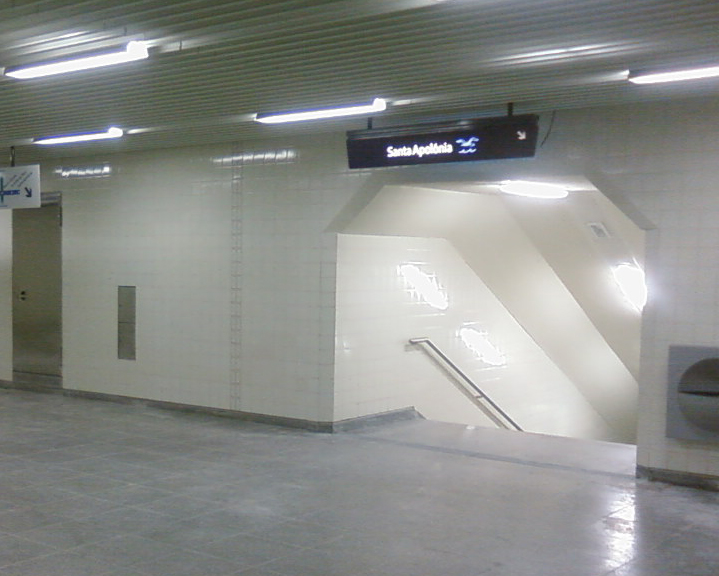
Северный вестибюль станции Синей линии после реконструкции